# Jean Maximilien Lamarque
Jean Maximilien Lamarque (Saint-Sever, 22 juli 1770 – Parijs, 1 juni 1832) was een Franse generaal tijdens de Franse revolutionaire en napoleontische oorlogen. Zijn dood vormde de aanleiding voor het uitbreken van de Juniopstand, de opstand die beroemd werd door Victor Hugo's Les Misérables.

## Biografie

### Militaire carrière
Jean Maximilien Lamarque was de zoon van een afgevaardigde van de Nationale Grondwetgevende Vergadering en startte met zijn carrière in het leger in januari 1792 als grenadier. In april van het volgende jaar verkreeg hij de rang van luitenant en diende hij in het Leger van de Westelijke Pyreneeën en diende onder generaal Théophile Corret de la Tour d'Auvergne. In februari 1794 raakte hij tot tweemaal toe gewond en ging Lamarque deel uit maken van de generale staf van het legeronderdeel waarin hij diende.
Lamarque maakte vervolgens de overstap naar het Leger van de Rijn en na een paar andere overplaatsingen keerde hij in 1799 terug naar het front aan de Rijn. Hij vocht zowel mee in de slagen van Höchstädt en Hohenlinden. De promotie tot brigadegeneraal kreeg Lamarque in 1801. In 1806 volgde een overplaatsing naar het Leger van Italië waar hij tegen de guerrilla's van Fra Diavolo vocht en betrokken was bij het Beleg van Gaeta. Hij diende vervolgens onder koning Jozef Bonaparte als diens stafchef. Hij slaagde er vervolgens in om het Britse detachement onder leiding van Hudson Lowe op Capri te verslaan.
Toen Joachim Murat Jozef Bonaparte opvolgde als koning van Napels ontving Lamarque uit de handen van de nieuwe koning de Orde van de Beide Siciliën. Bij het uitbreken van de Vijfde Coalitieoorlog diende de generaal weer in het Leger van Italië en vocht hij mee in de Slag bij Wagram. Na een aantal commando's keerde Lamarque in april 1810 terug aan de zijde van Murat.
In 1810 werd Lamarque ook benoemd tot baron van het keizerrijk en het jaar daarop werd hij naar Catalonië gestuurd om te dienen als gouverneur. Hij wist in Spanje een aantal overwinningen te behalen; zo wist hij onder andere een eind te maken aan het Britse beleg van Tarragona. Bij het noodgedwongen vertrek van de Franse troepen uit Spanje liet hij eerst nog de vestingwerken van Tarragona ontmantelen.

### Honderd Dagen

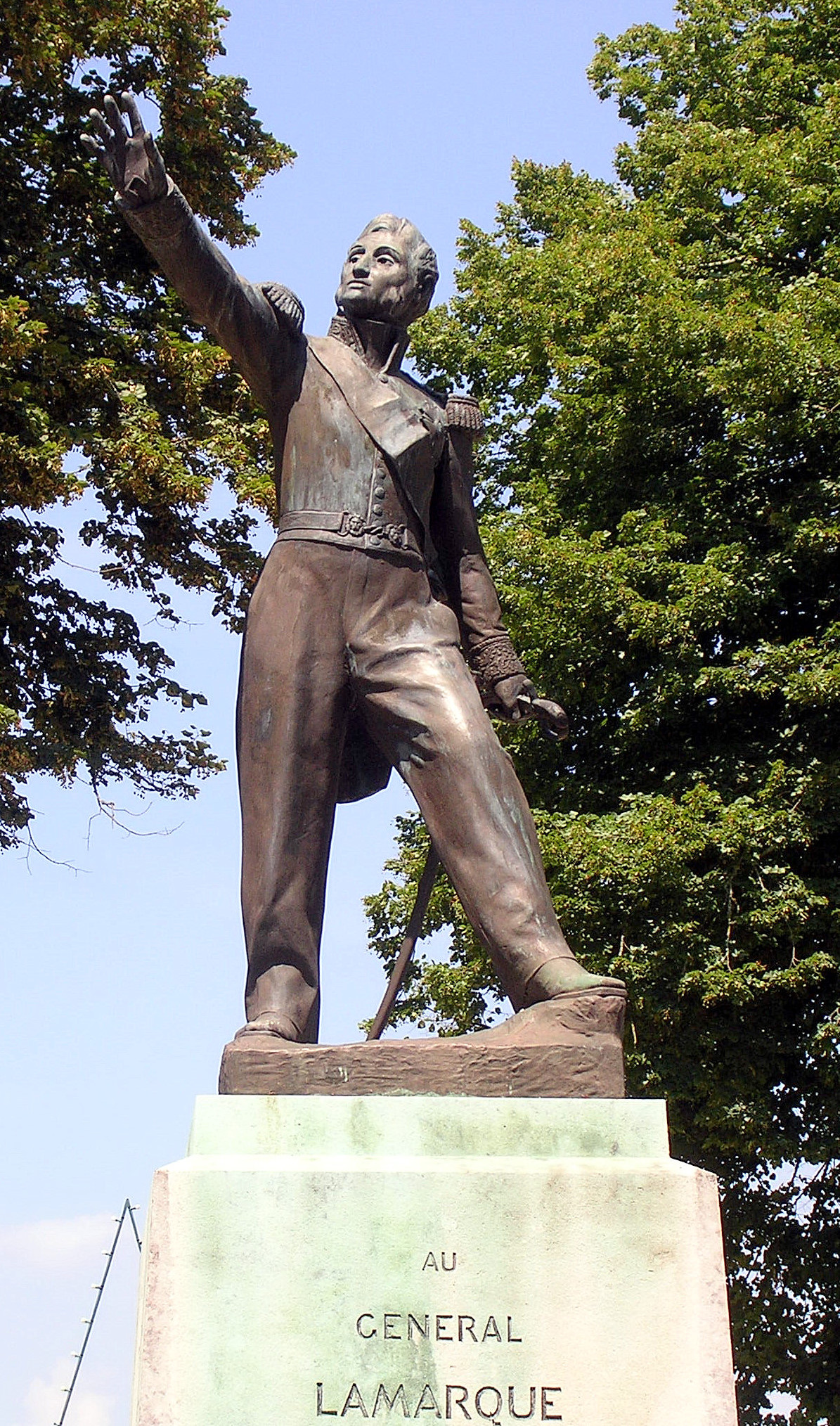
Standbeeld van Lamarque in zijn geboorteplaats

Na de terugkeer van de Bourbons in Frankrijk verkreeg Lamarque de Orde van de Heilige Lodewijk, maar zetten ze hem ook op non-actief. Toen Napoleon terugkeerde uit Elba en de macht kortstondig greep bleef Lamarque zijn keizer trouw. Hij kreeg het bevel over het Leger van de Loire en kreeg de taak om met hen de koningsgezinde opstand in de Vendée neer te slaan. Hij wist met zijn leger een belangrijke overwinning op de royalisten te behalen in de Slag bij Rocheservière. Hierop sloot hij het Verdrag van Cholet met de royalisten en pacificeerde hiermee de Vendée. Toen Napoleon verslagen werd bij de Slag bij Waterloo en abdiceerde werd Lamarque door de Bourbons verbannen.

### Politieke carrière
Tijdens zijn ballingschap woonde Lamarque eerst in Brussel en vervolgens in Amsterdam en kon in 1818 weer terugkeren naar Frankrijk. Hij ambieerde vervolgens een politieke carrière en probeerde namens het departement Landes een zetel in de Nationale Vergadering te verkrijgen.  Lamarque werd bij zijn eerste poging in 1820 verslagen en ook in zijn pogingen daarna. Pas na zijn deelname in 1828 werd hij daadwerkelijk verkozen in de Kamer. Lamarque behoorde tot de linkse vleugel in de Kamer en ondertekende de Petitie van de 221 die zou leiden tot de Julirevolutie later dat jaar. Tijdens zijn politieke carrière zou Lamarque uitgroeien tot een van de toonaangevendste sprekers van de linkse politiek in Frankrijk.
Nadat Lodewijk Filips van Orléans de macht als koning had overgenomen, bleef Lamarque aan de linkerkant van de politiek. Na de Belgische Revolutie sprak hij zich ook uit voor de hereniging van België met Frankrijk. Ook was hij voorstander van de intrekking van de verdragen van 1815 en de wederopbouw van Polen als natie. Hij werd ook bekend als een van de belangrijkste politieke tegenstanders van Lodewijk Filips. In 1831 werd Lamarque beloond met het Grootkruis in het Legion d'Honneur en vanwege zijn uitgesproken politiek raakte hij bekend als verdediger van het volk.
Hij stierf op 1 juni 1832 aan de cholera, waarvan op dat moment een dodelijke epidemie heerste in Frankrijk. Zijn begrafenis vond vier dagen later plaats en diende als katalysator voor de onvrede van het Franse volk. Er brak die dag een opstand uit, maar door het gebrek aan leiding en serieuze motivatie werd het snel weer rustig.

## Lamarque inLes Misérables
De Juniopstand van 1832 is een belangrijke gebeurtenis in het historische epos Les Misérables van Victor Hugo. Victor Hugo omschreef hem in zijn boek als volgt:

De verdragen van 1815 brachten hem in beroering als een persoonlijke belediging. Hij haatte Wellington met een regelrechte haat die de massa beviel; en zeventien jaar lang had hij, zonder enige aandacht te schenken aan tussenliggende gebeurtenissen, op schitterende wijze zijn verdriet over Waterloo in stand gehouden. In zijn doodsstrijd, op zijn laatste uur, had hij een zwaard tegen zijn borst gedrukt dat de officieren van de Honderd Dagen hem hadden aangeboden. Napoleon stierf terwijl hij het woord armée uitsprak, Lamarque het woord patrie – vaderland.
— Les Misérables